# Barvna koda elektronskih elementov
Barvna koda elektronskih elementov se uporablja za prikaz vrednosti električnih lastnosti elektronskih elementov. Pri upornikih je to prevladujoč način označevanja, uporablja pa se tudi za kondenzatorje, tuljave, dušilke in druge elemente. Uporabljali so jo tudi za označevanje žic in kablov.

## Primer z upornikom
pas A - prva števka upornosti v ohmih

pas B - druga števka upornosti v ohmih

pas C - decimalni množitelj

pas D - če je prisoten, označuje toleranco (če je ni, je toleranca 20 %)
Upori z manjšo toleranco imajo pet pasov, od katerih prvi trije predstavljajo upornosti.
| Barva     | Prvi pas | Drugi pas | Tretji pas | Množitelj | Toleranca   | Temp. koeficient |
| --------- | -------- | --------- | ---------- | --------- | ----------- | ---------------- |
| črna      | 0        | 0         | 0          | ×100      |             |                  |
| rjava     | 1        | 1         | 1          | ×101      | ±1 % (F)    | 100 ppm          |
| rdeča     | 2        | 2         | 2          | ×102      | ±2 % (G)    | 50 ppm           |
| oranžna   | 3        | 3         | 3          | ×103      |             | 15 ppm           |
| rumena    | 4        | 4         | 4          | ×104      |             | 25 ppm           |
| zelena    | 5        | 5         | 5          | ×105      | ±0,5 % (D)  |                  |
| modra     | 6        | 6         | 6          | ×106      | ±0,25 % (C) |                  |
| vijolična | 7        | 7         | 7          | ×107      | ±0,1 % (B)  |                  |
| siva      | 8        | 8         | 8          | ×108      | ±0,05 % (A) |                  |
| bela      | 9        | 9         | 9          | ×109      |             |                  |
| zlata     |          |           |            | ×0,1      | ±5 % (J)    |                  |
| srebrna   |          |           |            | ×0,01     | ±10 % (K)   |                  |
| brez      |          |           |            |           | ±20 % (M)   |                  |

Upornost merimo v ohmih, zato rumena vijolična rdeča rjava pomeni 4700 ohmov, toleranco 1 %.
Kapacitivnost je navedena v pikofaradih (pF), zato rumena vijolična rdeča pomeni 4,7 nF. Uporaba barvne kode pri kondenzatorjih ni tako razširjena.
Občasno to kodo uporabljamo tudi pri indukcijskih elementih (dušilke, tuljave). V tem primeru so induktivnosti podane v mikrohenrijih (μH).
Pri drugem postopku označevanja elementov napišemo vrednost in desetiški eksponent mulitplikatorja. Primer: upornik z oznako 472 pomeni 47 × 10² Ω = 4700 Ω; kondenzator z oznako 104 je 10 × 104pF = 100.000 pF = 100 nF